# نايل ماهر
نايل ماهر (بالإنجليزية: Niall Maher) (31 يوليو 1995 بمانشستر في المملكة المتحدة - ) هو لاعب كرة قدم بريطاني في مركز الدفاع. لعب مع بولتون واندررز ونادي بلاكبول.

## وصلات خارجية
- نايل ماهر على موقع قاعدة بيانات كرة القدم.إي يو (الإنجليزية)
- نايل ماهر على موقع Soccerbase.com (لاعب) (الإنجليزية)
- نايل ماهر على موقع Soccerway.com (الإنجليزية)